# Dieter Sattler

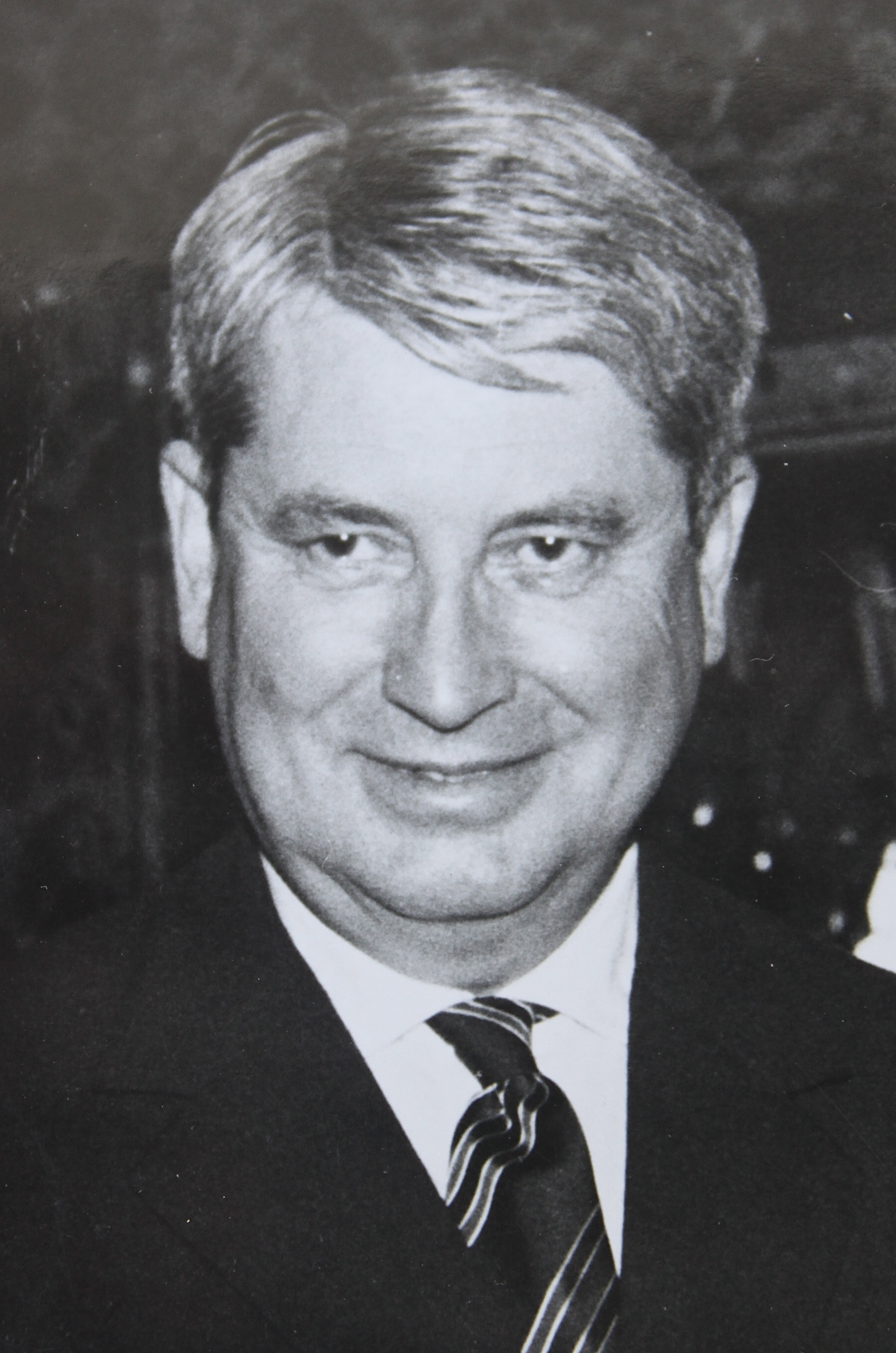
Dieter Sattler

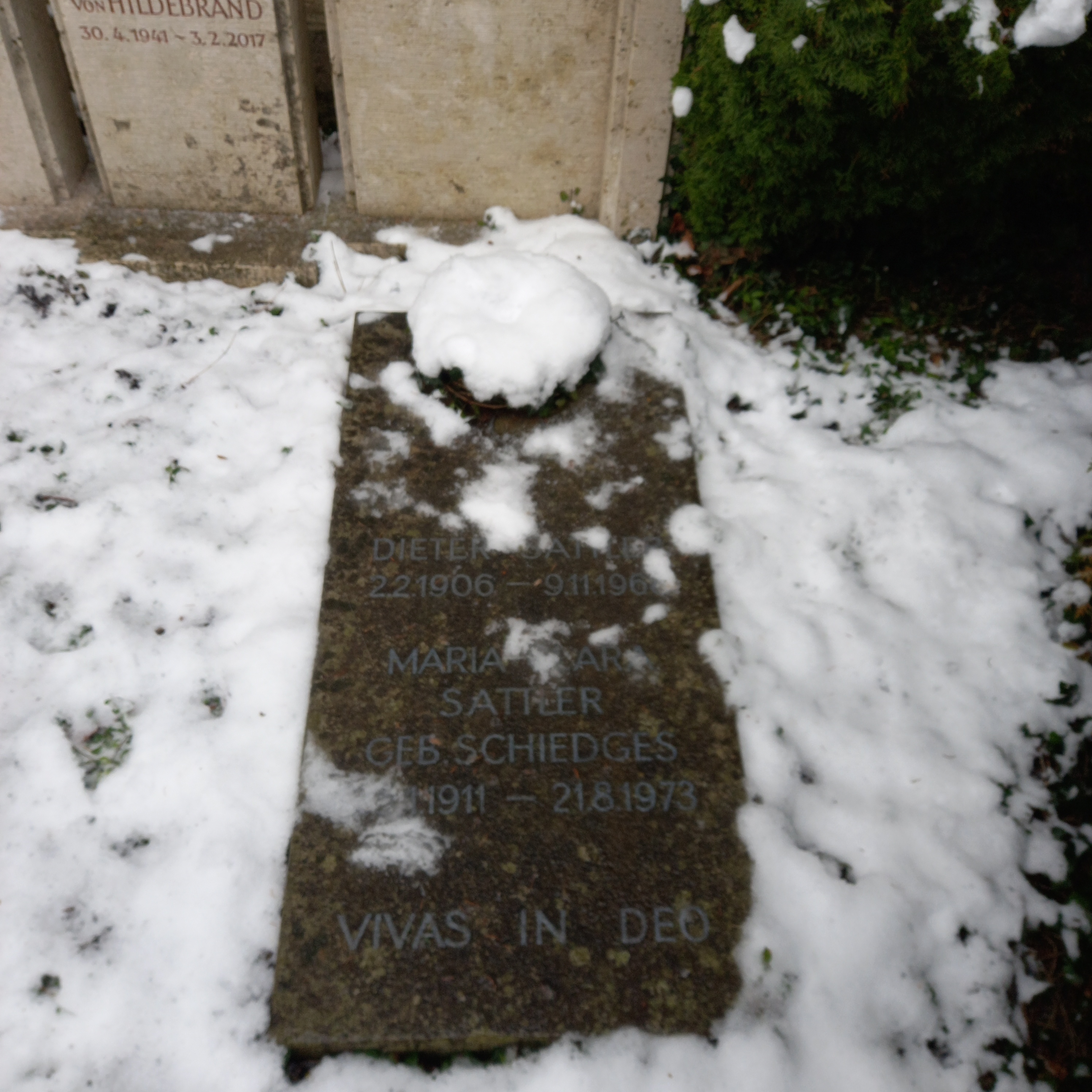
Das Grab von Dieter Sattler und seiner Ehefrau Maria Clara geborene Schiedges im Familiengrab Hildebrand bei St. Lorenz (München)

Dieter Sattler (* 2. Februar 1906 in München; † 9. November 1968 in Rom) war ein deutscher Architekt, der in der Kulturpolitik und der Auswärtigen Kulturpolitik aktiv war. Er war Botschafter der Bundesrepublik Deutschland beim Heiligen Stuhl von 1966 bis 1968.

## Familie
Dieter Sattler war der Sohn des Architekten Carl Sattler und Enkel des Bildhauers Adolf von Hildebrand. Er war von 1933 bis zu seinem Tod mit Maria Clara Sattler geb. Schiedges (1910–1973) verheiratet. Sie hatten sechs Kinder, darunter Christoph Sattler (* 1938), ebenfalls Architekt und Mitgründer des Architekturbüros Hilmer & Sattler und Albrecht, sowie Martin Sattler, Professor für Rechtswissenschaften in Heidelberg, und Stephan Sattler (* 1947), Journalist und ehemaliger Leiter der Kulturressorts beim FOCUS. Dieter Sattler war der Schwiegervater des bayerischen Historikers Dieter Albrecht.

## Leben
Dieter Sattler machte 1924 das Abitur am Wilhelmsgymnasium München. Das Studium der Architektur, später auch der Nationalökonomie, an der TH München schloss er 1929 mit dem Architekturdiplom ab und war von 1929 bis 1939 als Architekt in München und Berlin tätig. Nach seiner Promotion zum  Dr.-Ing. 1931 absolvierte er in den folgenden Jahren verschiedene längere Auslandsaufenthalte, bei denen er fließend Englisch, Französisch und Italienisch lernte. 1940 wurde er zur Wehrmacht eingezogen, jedoch nach der Teilnahme am Frankreichfeldzug schon Ende 1940 zu kriegswichtigen Bauaufgaben in Linz und München abgestellt. 
1945 wurde er als politisch Unbelasteter von der Verwaltung der Amerikanischen Besatzungszone mit architektonischen Aufgaben beim Wiederaufbau der Bauten am Münchner Königsplatz beauftragt. In den Jahren zwischen 1945 und 1947 war er beim Munich Central Collecting Point der US-Militärregierung beschäftigt. Zudem engagierte er sich als Vorsitzender des Berufsverbandes der Architekten und Bauingenieure Münchens.
1946 trat er in die neugegründete Christlich-Soziale Union ein und war von 1947 bis 1951 Mitglied im Landesvorstand. Im Jahr 1947 wurde er Staatssekretär für die schönen Künste im Bayerischen Staatsministerium für Unterricht und Kultus. Dieses Amt hatte er in den Kabinetten Ehard I und Ehard II bis Ende 1950 inne und war wesentlich beteiligt an der Gründung des Instituts für Zeitgeschichte, der Bayerischen Akademie der Schönen Künste und dem Zentralinstitut für Kunstgeschichte. Von 1950 bis 1952 war er Präsident des Deutschen Bühnenvereins sowie 1951 und 1952 Vorsitzender des Rundfunkrates des Bayerischen Rundfunks.
Im Juli 1952 wechselte er als Ministerialdirektor in den Dienst des Auswärtigen Amts und ging bis zum Jahr 1959 als Kulturreferent im Rang eines Botschaftsrates in die Botschaft der Bundesrepublik Deutschland in Rom. Als sich die kulturpolitischen Auseinandersetzungen zwischen der DDR und der Bundesrepublik Deutschland zuspitzten, wurde Sattler im Jahr 1959 als Ministerialdirektor Leiter der Kulturabteilung im Auswärtigen Amt und wirkte beim Aufbau der deutschen Auslandsschulen und des Goethe-Instituts mit.
Von 1966 bis zu seinem Tode 1968 war Dieter Sattler Botschafter der Bundesrepublik Deutschland beim Heiligen Stuhl.
Wie auch Adolf von Hildebrand wurde Dieter Sattler auf dem Oberföhringer Friedhof bestattet. Die Beisetzung fand am 14. November 1968 bei St. Lorenz statt. Ein abschließendes feierliches Seelenamt wurde am 18. November 1968 in Santa Maria dell’Anima, der Kirche der deutschsprachigen katholischen Gemeinde in Rom, abgehalten.

## Ehrungen
- Bayerischer Verdienstorden (1961)
- Orden El Sol del Perú (1964)
- Komturkreuz mit Stern des Gregoriusordens durch Papst Paul VI. (1965)
- Großes Verdienstkreuz des Verdienstordens der Bundesrepublik Deutschland (1968)